# Menahem Mendel ben Naphtali Hirsch Kargau
Menahem Mendel ben Naphtali Hirsch Kargau (1772 à Prostibor en royaume de Bohême - 1842 à Fürth en royaume de Bavière) est un rabbin et talmudiste allemand, ayant vécu à Paris. Il est l'auteur d'un hymne en hébreu pour le couronnement de Napoléon Ier.

## Biographie
Menahem Mendel ben Naphtali Hirsch Kargau est né en 1772 à Prostibor (Bohème),,.

## Études
Menahem Mendel Kargau étudie avec les rabbins Nathan Adler et Pinchas Horowitz à Francfort-sur-le-Main, Yehezqel Landau à Prague, Joseph Yoske à Posen et Herz Scheuer (de) à Mayence.